# Mundial sub -17 de Clubes 2012
El Mundial Sub-17 de Clubes de la Comunidad de Madrid de 2012 fue la 8.ª edición de este torneo juvenil. El certamen será realizado en la Comunidad de Madrid (España), en las localidades de Torrejón de Ardoz y Colmenar Viejo. Los dos primeros de cada grupo se clasificaron para semifinales y los vencedores disputaron la final el Domingo 2 de junio en Colmenar Viejo.
La proyección que tiene este certamen es tal que los partidos se emitirán en directo en el extranjero, ya que ESPN ha comprado los derecho para Brasil y América Latina. Sport Italia, para el país transalpino. En España, los partidos se siguieron en directo en MARCA.com, que emitio dos de ellos diariamente, y por Teledeporte.

## Equipos participantes
| Equipos participantes | Equipos participantes | Equipos participantes | Equipos participantes | Equipos participantes |
| --------------------- | --------------------- | --------------------- | --------------------- | --------------------- |
| Atlético Madrid       | FC. Barcelona         | SC Corinthians        | Feyenoord             |                       |
| Tong Jin              | SL Benfica            | Real Madrid           | Athletic Club         |                       |

## Sedes
Los partidos clasificatorios  se disputarán en el Campo Municipal de Las Veredillas (Torrejón de Ardoz) los días 27, 28 y 30 de mayo. En el Estadio Alberto Ruiz (Colmenar Viejo) serán los días 27, 28 y 30 de mayo. El 31 de mayo las Semifinales y la Gran Final será el 2 de junio de 2013 en el Estadio Alberto Ruiz.

## Resultados
En esta ronda dividieron a los 8 equipos en 2 grupos. Los 2 primeros lugares de cada grupo clasificaron para semifinales.

### Primera fase

#### Grupo A
| Equipo        | Pts | PJ | PG | PE | PP | GF | GC | Dif |
| ------------- | --- | -- | -- | -- | -- | -- | -- | --- |
| SL Benfica    | 9   | 3  | 3  | 0  | 0  | 8  | 2  | +6  |
| Athletic Club | 6   | 3  | 2  | 0  | 1  | 5  | 4  | +1  |
| Feyenoord     | 3   | 3  | 1  | 0  | 2  | 2  | 6  | -4  |
| Real Madrid   | 0   | 3  | 0  | 0  | 3  | 1  | 4  | -3  |

| 27 de mayo de 2013, 19:00 (CET) | Atlético Madrid           | 1:0 (0:0) | FC. Barcelona | Campo Alberto Ruiz, Colmenar Viejo |  |
|                                 | Daniel Santodomingo 76' · |           |               |                                    |  |

| 27 de mayo de 2013, 20:45 (CET) | SC Corinthians                        | (3:0) (1:0) | Sporting Cristal | Campo Alberto Ruiz, Colmenar Viejo |  |
|                                 | Kaique p.' · Maicon p.' · Matheus p.' |             |                  |                                    |  |

| 28 de mayo de 2013, 19:00 (CET) | Atlético Madrid                       | (1:1) (0:0) | Sporting Cristal | Estadio Las Veredillas, Torrejón de Ardoz |  |
|                                 | Kaique p.' · Maicon p.' · Matheus p.' |             |                  |                                           |  |

| 28 de mayo de 2013, 20:45 (CET) | FC. Barcelona                         | (2:1) (0:0) | SC Corinthians | Estadio Las Veredillas, Torrejón de Ardoz |  |
|                                 | Kaique p.' · Maicon p.' · Matheus p.' |             |                |                                           |  |

| 30 de mayo de 2013, 19:00 (CET) | SC Corinthians | 1:1 (0:1) | Atlético Madrid | Campo Alberto Ruiz, Colmenar Viejo |  |
|                                 | Marcio 46'     |           | David 36' p.    |                                    |  |

| 30 de mayo de 2013, 20:45 (CET) | Sporting Cristal                      | (0:2) (0:0) | FC. Barcelona | Estadio Las Veredillas, Torrejón de Ardoz |  |
|                                 | Kaique p.' · Maicon p.' · Matheus p.' |             |               |                                           |  |

#### Grupo B
| Equipo          | Pts | PJ | PG | PE | PP | GF | GC | Dif |
| --------------- | --- | -- | -- | -- | -- | -- | -- | --- |
| FC. Barcelona   | 9   | 3  | 3  | 0  | 0  | 5  | 1  | +4  |
| Atlético Madrid | 6   | 3  | 2  | 0  | 1  | 4  | 2  | +2  |
| SC Corinthians  | 1   | 3  | 1  | 0  | 2  | 2  | 4  | -2  |
| Tong Jin        | 1   | 3  | 0  | 1  | 2  | 2  | 6  | -4  |

| 27 de mayo de 2013, 19:00 (CET) | River Plate                            | 4:0 (0:0) | Sampdoria | Estadio Las Veredillas, Torrejón de Ardoz |  |
|                                 | Vega · Boye · S. Driussi · N. Franco · |           |           |                                           |  |

| 27 de mayo de 2013, 20:45 (CET) | Real Madrid                    | (3:0) (1:0) | Málaga CF | Estadio Las Veredillas, Torrejón de Ardoz |  |
|                                 | F. Pérez · Jack M. · J. Carlos |             |           |                                           |  |

| 28 de mayo de 2013, 19:00 (CET) | Real Madrid | 0:0 (0:0) | Sampdoria | Campo Alberto Ruiz, Colmenar Viejo |  |

| 28 de mayo de 2013, 20:45 (CET) | Málaga CF | 0:1 (0:1) | River Plate    | Campo Alberto Ruiz, Colmenar Viejo |  |
|                                 |           |           | S. Driussi 15' |                                    |  |

| 30 de mayo de 2013, 19:00 (CET) | Málaga CF                             | (3:2) (0:0) | Sampdoria | Estadio Las Veredillas, Torrejón de Ardoz |  |
|                                 | Kaique p.' · Maicon p.' · Matheus p.' |             |           |                                           |  |

| 30 de mayo de 2013, 20:45 (CET) | River Plate | 0:2 (0:1) | Real Madrid                | Campo Alberto Ruiz, Colmenar Viejo |  |
|                                 |             |           | David 36' p. · Quezada 70' |                                    |  |

### Fase final
|  | Semifinales     | Semifinales   |   |  | Final           | Final |  |
|  |                 |               |   |  |                 |       |  |
|  |                 |               |   |  |                 |       |  |
|  |                 |               |   |  |                 |       |  |
|  | SL Benfica      | 2             |   |  |                 |       |  |
|  | Atlético Madrid | 4             |   |  |                 |       |  |
|  |                 |               |   |  |                 |       |  |
|  |                 |               |   |  |                 |       |  |
|  |                 |               |   |  | Atlético Madrid | 2     |  |
|  |                 | FC. Barcelona | 1 |  |                 |       |  |
|  |                 |               |   |  |                 |       |  |
|  |                 |               |   |  |                 |       |  |
|  |                 |               |   |  | Consolación     |       |  |
|  |                 |               |   |  |                 |       |  |
|  | FC. Barcelona   | 2 (4)         |   |  |                 |       |  |
|  | Athletic Club   | 2 (2)         |   |  |                 |       |  |

#### Semifinal
| 1 de junio de 2012, 18:00 (CET) | SL Benfica | 2:4 (0:0) | Atlético Madrid         | Campo Alberto Ruiz, Colmenar Viejo |  |
|                                 |            |           | A. Llama 42' · Otía 75' |                                    |  |

| 1 de junio de 2012, 20:00 (CET) | FC. Barcelona | 4:2 p.(2:2) (0:0) | Athletic Club                             | Campo Alberto Ruiz, Colmenar Viejo |  |
|                                 | A. Torras p.  |                   | S. Vega p. · S. Driussi p. · N. Franco p. |                                    |  |

#### Final
| 3 de junio de 2012, 13:00 (CET) | Atlético Madrid | 2:1 (1:0) | FC. Barcelona | Campo Alberto Ruiz, Colmenar Viejo |  |